# Peperomia carrapana
Peperomia carrapana är en pepparväxtart som beskrevs av William Trelease. Peperomia carrapana ingår i släktet peperomior, och familjen pepparväxter. Inga underarter finns listade i Catalogue of Life.